# Wilhelm Pfeil
Friedrich Wilhelm Leopold Pfeil, född 28 mars 1783, död 4 september 1859, var en tysk skogsman.
Pfeil blev 1821 lärare i forstvetenskap vid universitetet i Berlin samt erhöll 1830 ledningen av det nyanlagda forstläroverket i Eberswalde. Han författade flera verk i forstvetenskap och utgav "Kritische Blätter für Forst- und Jagdwissenschaft" (42 band, 1822-1859; fortsatt av Hermann von Nördlinger till och med år 1870). Pfeil saknade djupare vetenskaplig underbyggnad och var en ytterst polemisk natur.